# Djènè Keita
Pour les articles homonymes, voir Keita.
Djènè Keita est une femme politique guinéenne, spécialiste en économie internationale et droit du développement. Après avoir occupé plusieurs postes à responsabilité au sein de l'ONU dans différents pays, elle prend, en Guinée, les fonctions de ministre de la Coopération et de l’Intégration africaine dans le Gouvernement Kassory le 1er juin 2018,.

## Biographie

### Études
Elle est titulaire d'un doctorat en droit obtenu avec la mention Summa cum laude à la Sorbonne (Paris), où elle a soutenu le 3 mars 2014 une thèse intitulée Droit international et développement durable en Afrique : le bilan mitigé des OMD et des partenariats pour le développement.
Elle détient également un diplôme d’études approfondies dans le domaine de l’économie internationale et en droit du développement de l'Université Paris-Descartes (Paris 5), ainsi qu'un master en Administration économique et sociale.

### Parcours professionnel
En 1990 elle est recrutée par le Programme des Nations unies pour le développement (PNUD).
Elle a beaucoup travaillé sur la croissance inclusive, le développement humain durable, le leadership des adolescents et jeunes, les questions démographiques, successivement au Niger, au Burkina Faso, au Burundi, à New York, en Haiti et au Sénégal où elle a occupé plusieurs postes au cœur des opérations du PNUD. Elle a également été chef du bureau de liaison du PNUD auprès de la Commission économique pour l'Afrique (CEA) et de l’Union africaine à Addis-Abeba.
Djéné Keita a ensuite rejoint le Fonds des Nations unies pour la population (UNFPA) en tant que représentant en Mauritanie de 2006 à 2007, coordinateur résident des Nations unies jusqu'à l’arrivée du titulaire en 2008 ; puis au Bénin de 2010 à 2014 et a continué à ce poste de 2013 à servir comme coordinateur résident intérimaire des Nations unies pour le Bénin jusqu’à son départ pour prendre ses nouvelles fonctions de chef de l’UNFPA en République démocratique du Congo (RDC) en juin 2014. Son dernier poste, avant de rejoindre le gouvernement, est celui de Représentante de UNFPA au Nigeria et auprès de la CEDEAO.

### Vie privée
Djènè Keita est mariée et mère d’un jeune adulte.

## Publications
- (en) « The role of National Stakeholders & their Priorities for achieving the MDGs in Sub-Saharan Africa », in Ahmed Rhazaoui, Luc-Joël Grégoire, Soraya Mellali (dir.), Africa and the Millennium Development Goals, Brookings Inst Press, 2005  (ISBN 9782717848533)
- (en) Africa and the Challenges of Governance, Ch6: Gender & governance priorities – Maisonneuve – Larose, 2008.
- Les barrières sociales et culturelles à la généralisation de la planification familiale et à une meilleure santé maternelle au Bénin, Espérance, Marcq-en-Barœul, 2014 (en collaboration avec Camille Kuyu Mwissa, étude commandée par le Fonds des Nations unies pour la population)
- Défis démographiques et santé de la reproduction en RD Congo, Espérance, 2018
- Droit international et développement durable en Afrique : le bilan mitigé des OMD et des partenariats pour le développement, Espérance, 2018,250 p.  (ISBN 9782490088041) (texte remanié de sa thèse)

## Récompenses et distinctions
- Commandeur de l’Ordre National décerné par le Bénin[4]
- Commandeur de l’Ordre du Mérite National, décerné par la Mauritanie.